# Не зв'язуйтеся з Техасом

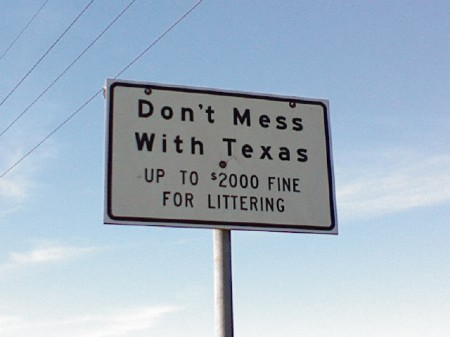
Дорожній знак на техаському шосе

«Не зв'язуйтеся з Техасом» (англ. «Don't Mess with Texas») — це гасло соціальної екологогічної кампанії Департаменту транспорту Техасу (TxDOT), спрямованої на зменшення сміття на дорогах Техасу . Фраза «Не зв'язуйся з Техасом» поширена на численних дорожніх знаках на головних магістралях штату, на телебаченні, радіо та в друкованих оголошеннях. Результатом кампанії стало скорочення сміття на техаських шосе приблизно на 72 % між 1987 і 1990 роками Цільовою аудиторією кампанії були чоловіки віком від 18 до 35 років, які, як показали статистичні дані, найбільш схильні до залишання сміття. Хоча спершу гасло не мало на меті стати загальнодержавним культурним явищем, але це сталося.
Окрім безпосередньої ролі у зменшенні сміття, це гасло широко використовується техасцями. Ця фраза стала «заявою про особистість, декларацією пихатості Техасу» та Техаською гордість . Хоча походження слогану маловідоме за межами Техасу, воно з'являється на незліченній кількості туристичних сувенірів . Оскільки ця фраза є федерально зареєстрованою торговельною маркою, департамент час від часу намагався захистити свої права на торговельну марку за допомогою листів, але це приносить мало успіху. Також це гасло стало назвою книги «Не зв'язуйтеся з Техасом: Історія легенди» .
Гасло «Не зв'язуйтеся з Техасом» отримало меморіальну дошку на Алеї слави Медісон-авеню та місце в Залі слави реклами, що присуджується лише двом гаслам на рік.
Слоган «Не зв'язуйтеся з Техасом» також є офіційним девізом військового підводного човна типу «Вірджинія» USS <i id="mwIw">Texas</i> .
У 2011 році було оголошено результати публічного голосування за найкращу соціальну екологічну рекламну кампанію «Не зв'язуйтеся з Техасом» за останні 25 років. Переможцем стала реклама, створена Комеморативними військово-повітряними силами (тоді вони називалися ВПС Конфедерації). У рекламі зображено Boeing B-17 " Сентиментальна подорож " CAF, який переслідує вантажівку, з якої було викинуто сміття, та літак завдає удару у відповідь.

## Історія

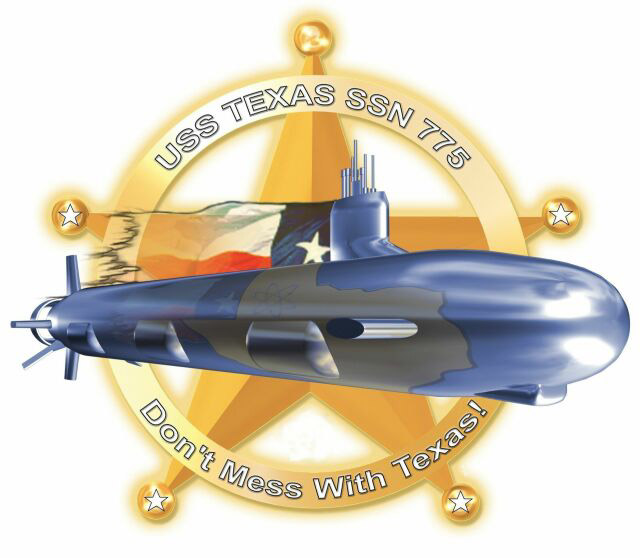
Герб для підводного човна USS Texas (SSN-775). Фраза «Не зв'язуйтеся з Техасом!» можна побачити на нижній половині гребеня.

У 1985 році TxDOT попросив Майка Блера та Тіма МакКлура з GSD&amp;M створити слоган для кампанії проти сміття. У той час штат Техас витрачав близько 20 мільйонів доларів на рік на прибирання сміття з автомагістралей. МакКлюр сказав, що метою рекламної кампанії були «братани в пікапах» («bubbas in pickup trucks»), які регулярно викидають пивні банки та інші предмети з вікон транспортних засобів, а також звичайні техасці, які вірили, що смітити — це «право, дане Богом». МакКлюр сказав, що створив слоган, коли побачив сміття, проходячи біля свого будинку. Емануелла Ґрінберг з CNN сказала, що МакКлюр пережив "одинадцяту годину «ага» («an eleventh hour 'aha' moment»), коли, подивившись на сміття, він згадав, як його мати сказала йому, що у його кімнаті безлад. "МакКлюр сказав: «Мені спало на думку, що єдиний раз, коли я чув слово „послід“, це стосувалося собак». Слово «безлад» («mess»), здавалося, буде резонувати краще". Вважається, що слоган МакКлюра є першим письмовим використанням слова «Don't mess with Texas», хоча існують і раніші використання «Don't mess with…», наприклад пісня Marvelette 1966 року " Don't Mess with Bill " .
Спочатку творцям крилатої фрази було важко переконати адміністрацію TxDOT прийняти слоган. Автори сказали, що адміністратори були «розважливими та консервативними персонажами». Творці жартували, що середній вік членів правління становить 107 років. МакКлюр згадав, що «натовп людей був заряджений фразою з „Збережемо Америку красивою“ і „Збережемо Техас красивим“, а наша цільова аудиторія — це молоді чоловіки від 18 до 24». МакКлюр додав, що «жінка з „Збережемо Америку красивою“ сказала: „Чи можемо ми принаймні сказати будь ласка?“ Я сказав: „Ні, пані, ви не можете використовувати цю фразу, якщо поставите перед нею поставите будь ласка“. Якби не бачення Дона Кларка, тодішнього директора відділу подорожей та інформації Департаменту автомобільних доріг Техасу, цей слоган ніколи б не використовувався. Кларк пішов із гаслом без підтримки адміністраторів TxDOT. Після того, як вийшла в ефір перша телевізійна реклама зі Стіві Рей Воган, Кларк пожартував, що наступного дня пішов на роботу і не був впевнений, чи його звільнять. TxDOT вирішив попросити громадськість прокоментувати, і результати виявились надзвичайно позитивними».

Рекламна кампанія розпочалася в 1985 році з серії наклейок на автомобільний бампер. У 1986 році відбулася прем'єра слогану в першій телевізійній рекламі, за участю Стіві Рея Вогана на 50-му щорічному фестивалі Cotton Bowl Classic 1 січня 1986 року, який співає " Eyes of Texas " із фразою «Don't Mess with Texas» доданою в кінці пісні. З тих пір численні музиканти, спортсмени, знаменитості та інші відомі техасці з'являлися в оголошеннях для громадських радіо та телевізійних служб із гаслом «Не зв'язуйтеся з Техасом». Серед знаменитостей, що підтримали кампанію стали:
- Lance Armstrong
- Asleep at the Wheel
- Erykah Badu
- Marcia Ball
- Joe «King» Carrasco
- Johnny Dee and the Rocket 88's
- Joe Ely
- The Fabulous Thunderbirds
- George Foreman
- Tish Hinojosa
- Los Lonely Boys
- Jennifer Love Hewitt
- Lyle Lovett
- Billy Mays
- Matthew McConaughey
- Warren Moon
- Willie Nelson
- Slim Thug
- Andy Pettitte
- LeAnn Rimes
- Shamu & the Texas Tuxedos
- Stevie Ray Vaughan
- Jerry Jeff Walker
- George Strait
- Owen Wilson
- Chuck Norris
- Papi Chulo
- Whitney K Lane
- Morgan Fairchild
- Chamillionaire

За 12 років вийшло понад 26 телевізійних роликів.
Через скорочення бюджету організації, що відбулось під час Великої рецесії, TxDOT розширив використання ліцензії на продаж сувенірів, пов'язаних із «Не зв'язуйтеся з Техасом», у «державних зонах відпочинку та туристичних інформаційних центрах», щоб заповнити бюджетні прогалини. Проте, донедавна організації було заборонено це робити через федеральні правила.
Дізнавшись, що 96 % жителів Техасу чули фразу «Не лізи з Техасом», але лише 61 % жителів Техасу знали, що гасло означає «не сміти», TxDOT почав обдумувати нові ідеї кампанії, щоб знову підкреслити початкове значення кампанії. . У 2009 році TxDOT запустив нову кампанію, включно з новими теле- та радіостанціями, де Джордж Стрейт розповідав техасцям: «Не возитися з Техасом означає не смітити». Цей слоган досі використовується у всіх кампаніях і радіорекламі.
Станом на 2023 рік рекламне агентство GDC Marketing & Ideation із Сан-Антоніо, штат Техас, керує брендом «Don't mess with Texas».

## Несанкціоноване використання торгової марки
З 2000 року TxDOT звернувся до понад 100 компаній і організацій із листами про припинення та відмову щодо несанкціонованого використання фрази торгової марки. Державні чиновники стверджують, що захист торгової марки допомагає державі зберегти меседж слогану проти сміття.
- Техаська компанія в Алабамі використала слоган для рекламної кампанії в лютому 2010 року[10]
- Університет Техасу в Остіні погодився припинити продаж футболок із слоганом після того, як з ним зв'язався Департамент транспорту Техасу.[11]
- Департамент намагався заблокувати Техаську лігу дій щодо абортів і репродуктивних прав від продажу футболок «Don't Mess With Texas Women».[12]
- Письменниця Крісті Крейг опублікувала любовний роман під початковою назвою «Don't Mess with Texas» . Після судових позовів назву було змінено на Тільки в Техасі .[2]
- Уряд штату Малакка в Малайзії використовував гасло з таким самим дизайном і тією самою фразою, але змінив його на «Не зв'язуйся з Малаккою» в 2014 році, але його головний міністр заявив, що заява копіювача була безпідставною.[13]

## Згадки в масовій культурі
- 19 липня 1986 року четверо членів бейсбольного клубу «Нью-Йорк Метс» у Х'юстоні в матчі проти "Астрос " були заарештовані в нічному клубі Х'юстона.[14] Саморобні таблички, які вболівальники тримали в Astrodome під час матчу наступного вечора, написали «Не зустрічайся з Техасом».
- Don't Mess wit Texas — дебютний студійний альбом американського репера Lil' Keke з Х'юстона, штат Техас. Він був випущений 17 червня 1997 року.
- Тодішній кандидат у президенти Джордж Буш-молодший використав цю фразу у своїй промові на національному з'їзді Республіканської партії 2000 року .[2]
- Після того, як бейсбольний клуб вищої ліги «Техас Рейнджерс» програв у Світовій серії 2010 Сан-Франциско Джайентс, Гері Томас, президент і виконавчий директор Dallas Area Rapid Transit (DART), програв свою ставку й змушений був летіти до району затоки Сан-Франциско та відвідувачів серенади. за допомогою швидкого транзиту Bay Area Rapid Transit (BART). Томас цитував слова: «Знаєте, є приказка: „Не зв'язуйся з Техасом“. Що ж, DART, не зв'язуйся з BART».[15]
- У романі Стівена Кінга "11/22/63 " головний герой, який мандрує в часі, Джейк Еппінг, зустрічає магазин у районі Північного Далласа, де продають прапори штату Техас із написом «НЕ МЕШАЙТЕСЯ З ТЕХАСОМ» у вересні 1960 року, двадцять років тому. МакКлюр створив слоган. МакКлюр надіслав копію своєї книги агенту Кінга, щоб розповісти йому про помилку, але він сказав, що радий, що люди думають, що гасло набагато старше, ніж воно є насправді. МакКлюр не бажає виправляти роман щодо цього анахронізму.[16]

## Подальше читання
- McClure, Tim; Spence, Roy (2006). Don't Mess with Texas: The Story Behind the Legend. Idea City Press. ISBN 0972282513.
- Clemons, Leigh (2013). Branding Texas: performing culture in the Lone Star State. University of Texas Press. ISBN 978-0292752078.